# Játéktermi játék

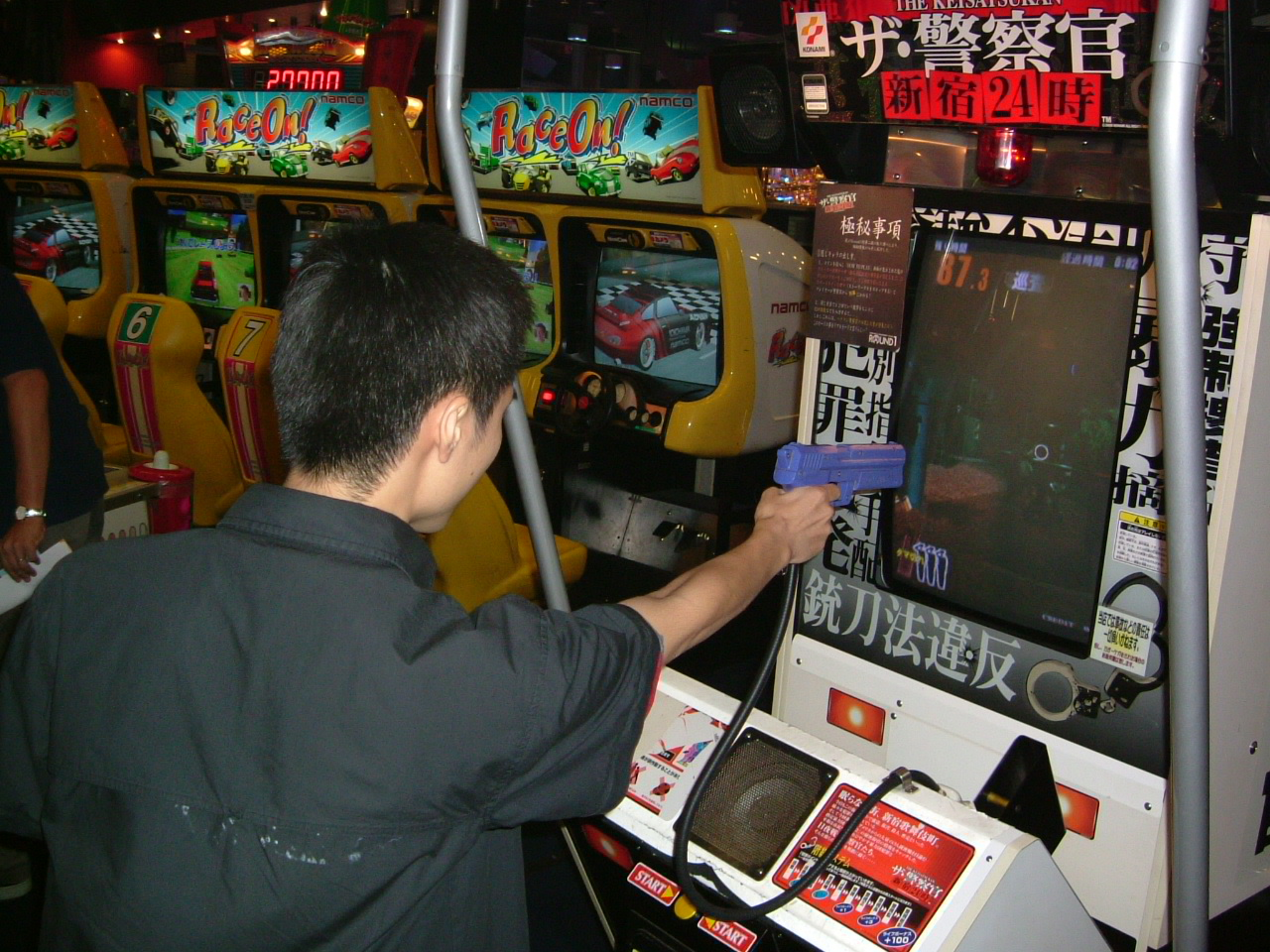
Egy játékos a Police 911-nal, egy fénypisztolyt használó játéktermi játékkal játszik

A játéktermi játék olyan pénzérmével működő szórakoztatógép, melyet tipikusan nyilvános üzletekben, így éttermekben, bárokban vagy játéktermekben állítanak fel. A legtöbb játéktermi játék videójáték, flippergép, elektromechanikus játék, visszaváltós játék vagy merchandiser. Ugyan a pontos dátum vitatott, azonban a játéktermi játékok aranykorának kezdetét általában az 1970-es évek végére, míg a végét az 1980-as évek közepére datálják. A játéktermi játékok ipara az 1990-es évek elejei rövid újraéledést leszámítva azóta leáldozóban van a nyugati féltekén, mivel a rivális otthoni videójáték-konzoloknak, így a Sony PlayStationnek és a Microsoft Xboxnak megnövekedett a grafikai és játékmeneti képességei, illetve az ára is csökkent. A keleti féltekén ezzel szemben továbbra is erős maradt a játéktermi ipar.

## A legjövedelmezőbb játéktermi játékok listája
A játéktermi játékok sikerét vagy a működtetőknek eladott hardverek száma vagy a gépekbe dobált pénzérmékből generált bevétel határozza meg, vagy a hardvereladások (egy játéktermi gép ára gyakran US$1000–US$4000 vagy akár még ennél is több). A táblázatban kizárólag olyan játéktermi játékok szerepelnek, amelyekből vagy legalább 1000  példányt eladtak vagy több mint US$1 milliós bevételt hozott. A listán szereplő legtöbb játék a játéktermi játékok aranykorából származik, habár néhány az előtt és után is megjelent játék is felkerült a listára.
| Cím                                                  | Év   | Eladott hardver                                                         | Becsült bruttó bevétel (US$ – infláció nélkül)                 | Becsült bruttó bevétel (US$ – 2018-as inflációval)  |
| ---------------------------------------------------- | ---- | ----------------------------------------------------------------------- | -------------------------------------------------------------- | --------------------------------------------------- |
| Pac-Man                                              | 1980 | 400 000 (1982-ig)                                                       | $3,5 milliárd (1999-ig)                                        | $10,6 milliárd                                      |
| Space Invaders                                       | 1978 | 360 000 (1980-ig)                                                       | $2,702 milliárd (1982-ig)                                      | $10,4 milliárd                                      |
| Street Fighter II                                    | 1991 | 200 000 (1992-ig) (The World Warrior: 60 000 Champion Edition: 140 000) | $2,312 milliárd (1995-ig) (The World Warrior Champion Edition) | $4,25 milliárd (The World Warrior Champion Edition) |
| Donkey Kong                                          | 1981 | 132 000 (1982-ig)                                                       | $280 millió (1982-ig) (amerikai hardvereladások)               | $772 millió (amerikai hardvereladások)              |
| Ms. Pac-Man                                          | 1981 | 125 000 (1988-ig)                                                       |                                                                |                                                     |
| Asteroids                                            | 1979 | 100 000 (2001-ig)                                                       | $800 millió (1991-ig)                                          | $1,47 milliárd                                      |
| Defender                                             | 1981 | 60 000 (2002-ig)                                                        | $1 milliárd (2002-ig)                                          | $1,39 milliárd                                      |
| Galaxian                                             | 1979 | 40 000 (1982-ig az Egyesült Államokban)                                 |                                                                |                                                     |
| Donkey Kong Jr.                                      | 1982 | 30 000 (1982-ig az Egyesült Államokban)                                 |                                                                |                                                     |
| Mr. Do!                                              | 1982 | 30 000 (1982-ig az Egyesült Államokban)                                 |                                                                |                                                     |
| Popeye                                               | 1982 | 20 000 (1982-ig az Egyesült Államokban)                                 |                                                                |                                                     |
| Out Run                                              | 1986 | 20 000 (1987-ig)                                                        |                                                                |                                                     |
| Pump It Up                                           | 1999 | 20 000 (2005-ig)                                                        |                                                                |                                                     |
| NBA Jam                                              | 1993 | 20 000 (2013-ig)                                                        | $1 milliárd (2010-ig)                                          | $1,15 milliárd                                      |
| Gun Fight                                            | 1975 | 8000 (1976-ig)                                                          |                                                                |                                                     |
| Sega Network madzsong MJ3                            | 2005 | 7608 (2006-ig)                                                          |                                                                |                                                     |
| Hang-On                                              | 1985 | 7500 (1985-ig)                                                          |                                                                |                                                     |
| Dinosaur King                                        | 2005 | 7000 (2006-ig)                                                          |                                                                |                                                     |
| Speed Race                                           | 1974 | 7000 (1975-ig)                                                          |                                                                |                                                     |
| Sega Network madzsong MJ2                            | 2003 | 5486 (2005-ig)                                                          |                                                                |                                                     |
| Donkey Kong 3                                        | 1983 | 5000 (1982-ig az Egyesült Államokban)                                   |                                                                |                                                     |
| Szangokushi taiszen 2                                | 2006 | 4041 (2007-ig)                                                          |                                                                |                                                     |
| Initial D Arcade Stage 4                             | 2007 | 3904 (2007-ig)                                                          |                                                                |                                                     |
| Mario Bros.                                          | 1983 | 3800 (1983-ig az Egyesült Államokban)                                   |                                                                |                                                     |
| Dance Dance Revolution                               | 1998 | 3500 (1999-ig Japánban)                                                 |                                                                |                                                     |
| Zoo Keeper                                           | 1982 | 3000 (1983-ig az Egyesült Államokban)                                   |                                                                |                                                     |
| Initial D Arcade Stage                               | 2001 | 2534 (2004-ig)                                                          |                                                                |                                                     |
| World Club Champion Football                         | 2002 | 2479 (2009-ig)                                                          | $706,014 millió (2012-ig)                                      | $983 millió                                         |
| Mortal Kombat                                        | 1992 | 24 000 (2002-ig)                                                        | $570 millió (2002-ig)                                          | $794 millió                                         |
| Jungle Hunt                                          | 1982 | 18 000 (1983-ig Az Egyesült Államokban)                                 |                                                                |                                                     |
| Scramble                                             | 1981 | 15 136 (1981-ig)                                                        |                                                                |                                                     |
| Mushiking: King of the Beetles                       | 2003 | 13 500 (2005-ig)                                                        | $530 millió (2007-ig)                                          | $722 millió                                         |
| Madzsong Fight Club 3                                | 2004 | 13 000 (2004-ig)                                                        |                                                                |                                                     |
| Super Cobra                                          | 1981 | 12 337 (1981-ig)                                                        |                                                                |                                                     |
| Oshare Majo: Love and Berry                          | 2004 | 10 300 (2006-ig)                                                        | $302,68 millió (2007-ig)                                       | $401 millió                                         |
| Centipede                                            | 1981 | 55 988 (1991-ig)                                                        | $115,65 millió (1991-ig)                                       | $213 millió                                         |
| Shining Force Cross                                  | 2009 | 2389 (2009-ig)                                                          |                                                                |                                                     |
| Pengo                                                | 1982 | 2000 (1983-ig az Egyesült Államokban)                                   |                                                                |                                                     |
| Szangokusi taiszen                                   | 2005 | 1942 (2006-ig)                                                          |                                                                |                                                     |
| World Club Champion Football: Intercontinental Clubs | 2008 | 1689 (2009-ig)                                                          | $150,1 millió (2012-ig)                                        | $175 millió                                         |
| Dragon’s Lair                                        | 1983 | 16 000 (1983-ig)                                                        | $68,8 millió (1983-ig)                                         | $173 millió                                         |
| Mortal Kombat II                                     | 1993 | 27 000 (2002-ig)                                                        | $100 millió (1994-ig)                                          | $169 millió                                         |
| Pole Position                                        | 1982 | 21 000 (1983-ig az Egyesült Államokban)                                 | $60,933 millió (1983-ig) (amerikai hardvereladások)            | $158 millió (amerikai hardvereladások)              |
| StarHorse3 Season I: A New Legend Begins             | 2011 |                                                                         | $132,18 millió (2012-ig)                                       | $147 millió                                         |
| Border Break                                         | 2009 | 2998 (2009-ig)                                                          | $107 millió (2012-ig)                                          | $125 millió                                         |
| Dig Dug                                              | 1982 | 22 228 (1983-ig az Egyesült Államokban)                                 | $46,3 millió (1983-ig) (amerikai hardvereladások)              | $120 millió (amerikai hardvereladások)              |
| Tempest                                              | 1981 | 29 000 (1983-ig)                                                        | $62,408 millió (1991-ig)                                       | $115 millió                                         |
| TV Basketball (Basketball)                           | 1974 | 1400 (1974-ig)                                                          |                                                                |                                                     |
| The House of the Dead 4                              | 2005 | 1008 (2005-ig)                                                          |                                                                |                                                     |
| Radar Scope                                          | 1980 | 1000 (1980-ig az Egyesült Államokban)                                   |                                                                |                                                     |
| Tron                                                 | 1982 | 800 (1982-ig az Egyesült Államokban)                                    | $45 millió (1983-ig)                                           | $102 millió                                         |
| Szengoku taiszen                                     | 2010 |                                                                         | $94,04 millió (2012-ig)                                        | $108 millió                                         |
| Dragon Quest: Monster Battle Road                    | 2007 |                                                                         | $78,2 millió (2008-ig)                                         | $94.5 millió                                        |
| Starhorse2                                           | 2005 | 38 614 (2009-ig)                                                        | $59,321 millió (2011-ig) (Fifth Expansion)                     | $76.1 millió (Fifth Expansion)                      |
| Q*bert                                               | 1982 | 25 000 (2001-ig)                                                        |                                                                |                                                     |
| Robotron: 2084                                       | 1982 | 23 000 (1983-ig)                                                        |                                                                |                                                     |
| Samba de Amigo                                       | 1999 | 3000 (2000-ig)                                                          | $47,11 millió (2000-ig)                                        | $70.9 millió                                        |
| Asteroids Deluxe                                     | 1981 | 22 399 (1999-ig)                                                        | $46,1 millió (1999-ig)                                         | $69.3 millió                                        |
| Missile Command                                      | 1980 | 19 999 (2010-ig)                                                        | $36,8 millió (1991-ig)                                         | $67,7 millió                                        |
| Berzerk                                              | 1980 | 15 780 (1981-ig)                                                        |                                                                |                                                     |
| Szangokusi taiszen 3                                 | 2007 |                                                                         | $54,4 millió (2011-ig)                                         | $65,7 millió                                        |
| Pong                                                 | 1972 | 8500–19 000                                                             | $11 millió (1973-ig)                                           | $62,1 millió                                        |
| Lord of Vermilion                                    | 2008 |                                                                         | $50,443 millió (2008-ig)                                       | $58,7 millió                                        |
| Sega Network madzsong MJ4                            | 2008 | 12 892 (2009-ig)                                                        | $47 millió (2010-ig)                                           | $54,7 millió                                        |
| Kangaroo                                             | 1982 | 9803 (1983-ig)                                                          | $20,58 millió (1983-ig) (amerikai hardvereladások)             | $53,4 millió (amerikai hardvereladások)             |
| Battlezone                                           | 1980 | 15 122 (1999-ig)                                                        | $31,2 millió (1999-ig)                                         | $46,9 millió                                        |
| Stargate                                             | 1983 | 15 000 (1983-ig)                                                        |                                                                |                                                     |
| Space Duel                                           | 1982 | 12 038 (1991-ig)                                                        |                                                                |                                                     |
| Big Buck Hunter Pro                                  | 2006 | 10 000 (2009-ig)                                                        |                                                                |                                                     |
| Snake Pit                                            | 1983 | 9000 (1983-ig)                                                          |                                                                |                                                     |
| Bagman                                               | 1983 | 5000 (1983-ig az Egyesült Államokban)                                   |                                                                |                                                     |
| Big Buck Safari                                      | 2008 | 5500 (2009-ig)                                                          |                                                                |                                                     |
| Hard Drivin’                                         | 1989 | 3318 (1989-ig)                                                          | $22,9 millió (1989-ig)                                         | $46,3 millió                                        |
| Gauntlet                                             | 1985 | 7848 (1985-ig)                                                          | $18,01 millió (1985-ig)                                        | $42 millió                                          |
| Sega Network madzsong MJ5                            | 2011 |                                                                         | $34,87 millió (2012-ig)                                        | $38,8 millió                                        |
| Millipede                                            | 1982 | 9990 (1991-ig)                                                          | $20,669 millió (1991-ig)                                       | $38 millió                                          |
| Race Drivin’                                         | 1990 | 3525 (1991-ig)                                                          | $20,03 millió (1991-ig)                                        | $36,8 millió                                        |
| Time Traveler                                        | 1991 |                                                                         | $18 millió (1991-ig)                                           | $33,1 millió                                        |
| Space Ace                                            | 1984 |                                                                         | $13 millió (1984-ig)                                           | $31,4 millió                                        |
| Xevious                                              | 1982 | 5295 (1983-ig az Egyesült Államokban)                                   | $11,1 millió (1983-ig) (amerikai hardvereladások)              | $28,8 millió (amerikai hardvereladások)             |
| Big Buck Hunter Pro: Open Season                     | 2009 | 3000 (2010-ig)                                                          |                                                                |                                                     |
| Silver Strike Live                                   | 2010 | 3000 (2010-ig)                                                          |                                                                |                                                     |
| H2Overdrive                                          | 2009 | 2000 (2010-ig)                                                          |                                                                |                                                     |
| Atari Football                                       | 1978 | 11 306 (1999-ig)                                                        | $17,266 millió (1999-ig)                                       | $26 millió                                          |
| Final Lap                                            | 1987 | 1150 (1988-ig az Egyesült Államokban)                                   | $9,5 millió (1988-ig) (amerikai hardvereladások)               | $21 millió (amerikai hardvereladások)               |
| Paperboy                                             | 1984 | 3442 (1991-ig)                                                          | $8,6 millió (1991-ig)                                          | $15,8 millió                                        |
| Star Wars                                            | 1983 | 12 695 (1991-ig)                                                        | $7,595 millió (1991-ig)                                        | $14 millió                                          |
| Beatmania                                            | 1997 | 25 000 (2000-ig)                                                        | $12,4 millió (1998-ig) (Japan hardware sales)                  | $19,4 millió (japán hardvereladások)                |
| Sprint 2                                             | 1976 | 8200 (1999-ig)                                                          | $12,669 millió (1999-ig)                                       | $19,1 millió                                        |
| Championship Sprint                                  | 1986 | 3595 (1991-ig)                                                          | $8,26 millió (1991-ig)                                         | $15,2 millió                                        |
| Pole Position II                                     | 1983 | 2400 (1983-ig az Egyesült Államokban)                                   | $7,43 millió (1983-ig) (amerikai hardvereladások)              | $18,7 millióó (amerikai hardvereladások)            |
| Breakout                                             | 1976 | 11 000 (1999-ig)                                                        | $12,045 millió (1999-ig)                                       | $18,1 millió                                        |
| Sea Wolf                                             | 1976 | 10 000 (2000-ig)                                                        |                                                                |                                                     |
| Lunar Lander                                         | 1979 | 4830 (1999-ig)                                                          | $8,19 millió (1999-ig)                                         | $12,3 millió                                        |
| Super Sprint                                         | 1986 | 2232 (1999-ig)                                                          | $7,8 millió (1999-ig)                                          | $11,7 millió                                        |
| Marble Madness                                       | 1984 | 4000 (1985-ig)                                                          | $6,3 millió (1991-ig)                                          | $11,6 millió                                        |
| Sea Wolf II                                          | 1978 | 4000 (2000-ig)                                                          |                                                                |                                                     |
| Rolling Thunder                                      | 1986 | 2406 (1987-ig az Egyesült Államokban)                                   | $4,8 millió (1987-ig) (amerikai hardvereladások)               | $11 millió (amerikai hardvereladások)               |
| Tetris                                               | 1989 | 5771 (1991-ig az Egyesült Államokban)                                   | $5,2 millió (1991-ig) (amerikai hardvereladások)               | $9,57 millió (amerikai hardvereladások)             |
| Arabian                                              | 1983 | 1950 (1983-ig az Egyesült Államokban)                                   | $3,9 millió (1983-ig) (amerikai hardvereladások)               | $9,81 millió (amerikai hardvereladások)             |
| Terminator Salvation                                 | 2010 | 1000 (2010-ig)                                                          | $8 millió (2010-ig)                                            | $9,19 millió                                        |
| Blasteroids                                          | 1987 | 2000 (1991-ig)                                                          | $4,69 millió (1991-ig)                                         | $8,63 millió                                        |
| Super Breakout                                       | 1978 | 4805 (1999-ig)                                                          | $5,7 millió (1999-ig)                                          | $8,57 millió                                        |
| Pac-Mania                                            | 1987 | 1412 (1987-ig az Egyesült Államokban)                                   | $2,82 millió (1987-ig) (amerikai hardvereladások)              | $6,22 millió (amerikai hardvereladások)             |
| Indiana Jones and the Temple of Doom                 | 1985 | 2825 (1991-ig)                                                          | $3,2 millió (1991-ig)                                          | $5,89 millió                                        |
| Four Trax                                            | 1989 | 205 (1989-ig az Egyesült Államokban és Európában)                       | $2.9 millió (1989-ig) (amerikai és európai hardvereladások)    | $5,86 millió (amerikai és európai hardvereladások)  |
| Assault                                              | 1988 | 1079 (1988-ig az Egyesült Államokban)                                   | $2,5 millió (1988-ig) (amerikai hardvereladások)               | $5,3 millió (amerikai hardvereladások)              |
| Gauntlet II                                          | 1986 | 3520 (1991-ig)                                                          | $2,4 millió (1991-ig)                                          | $4,41 millió                                        |
| Guitar Hero Arcade                                   | 2009 | 2000 (2009-ig)                                                          |                                                                |                                                     |
| Drag Race                                            | 1977 | 1900 (1999-ig)                                                          | $2,8 millió (1999-ig)                                          | $4,21 millió                                        |
| Night Driver                                         | 1976 | 2100 (1999-ig)                                                          | $2,4675 millió (1999-ig)                                       | $3,71 millió                                        |
| I, Robot                                             | 1984 | 750-1000                                                                | $1,5 millió (1984-ig)                                          | $3,62 millió                                        |
| R.B.I. Baseball                                      | 1987 | 3945 (1987-ig az Egyesült Államokban)                                   | $1,6 millió (1987-ig) (amerikai hardvereladások)               | $3,53 millió (amerikai hardvereladások)             |
| Computer Space                                       | 1971 | 1500–2000 (1984-ig)                                                     |                                                                |                                                     |
| Death Race                                           | 1976 | 1000 (1976-ig)                                                          |                                                                |                                                     |
| Dunk Shot                                            | 1986 | 556 (1987-ig az Egyesült Államokban)                                    | $1,4 millió (1987-ig) (amerikai hardvereladások)               | $3,2 millió (amerikai hardvereladások)              |
| Star Wars: Return of the Jedi                        | 1984 | 800 (1991-ig)                                                           | $1,68 millió (1991-ig)                                         | $3,09 millió                                        |
| Dragon Spirit                                        | 1987 | 600 (1987-ig az Egyesült Államokban)                                    | $1,2 millió (1987-ig) (amerikai hardvereladások)               | $2,65 millió (amerikai hardvereladások)             |
| Triple Hunt                                          | 1977 | 865 (1999-ig)                                                           | $1,2 millió (1999-ig)                                          | $1,8 millió                                         |

### Legkelendőbb játéktermi videójáték-sorozatok
Az alábbi táblázatban olyan videójáték-sorozatok vannak, melyeknek legalább két játéktermi játékának az összhardvereladása meghaladta az 5000 egységet vagy a $10 milliós bevételt.
| Sorozat                           | Eredeti év | Eladott hardver                         | Becsült bruttó bevétel (US$ – infláció nélkül)                                                        | Becsült bruttó bevétel (US$ – 2018-as inflációval)                                        |
| --------------------------------- | ---------- | --------------------------------------- | --- | ----------------------------------------------------------------------------------------- |
| Pac-Man                           | 1980       | 526 412 (1988-ig)                       | $3,853 milliárd (1999-ig)                                                                             | $11,7 milliárd                                                                            |
| Street Fighter                    | 1987       | 500 000 (2002-ig)                       | $2,312 milliárd (1993-ig) (Street Fighter II: The World Warrior Street Fighter II′: Champion Edition) | $5,1 milliárd (Street Fighter II: The World Warrior Street Fighter II': Champion Edition) |
| Space Invaders                    | 1978       | 360 000 (1980-ig)                       | $2,702 milliárd (1982-ig)                                                                             | $10,4 milliárd                                                                            |
| Pac-Man-klónok                    | 1980       | 300 000 (2002-ig)                       | |                                                                                           |
| Mario                             | 1981       | 170 800 (1983-ig)                       | $280 millió (1982-ig) (amerikai hardvereladások)                                                      | $772 millió (amerikai hardvereladások)                                                    |
| Donkey Kong                       | 1981       | 167 000 (1983-ig)                       | $280 millió (1982-ig) (amerikai hardvereladások)                                                      | $772 millió (amerikai hardvereladások)                                                    |
| Asteroids                         | 1979       | 136 437 (1999-ig)                       | $850,79 millió (1999-ig)                                                                              | $1,28 milliárd                                                                            |
| Golden Tee Golf                   | 1989       | 100 000 (2011-ig)                       | |                                                                                           |
| Defender                          | 1981       | 75 000 (2002-ig)                        | $1 milliárd (2002-ig)                                                                                 | $1,39 milliárd                                                                            |
| Centipede                         | 1981       | 65,978 (1991-ig)                        | $136,3 millió (1991-ig)                                                                               | $251 millió                                                                               |
| Mortal Kombat                     | 1992       | 51 000 (2002-ig)                        | $1 milliárd (1995-ig)                                                                                 | $1,39 milliárd                                                                            |
| Galaxian                          | 1979       | 40 986 (1988-ig az Egyesült Államokban) | |                                                                                           |
| Starhorse                         | 2000       | 38 734 (2009-ig)                        | $191,501 millió (2012-ig)                                                                             | 279 millió                                                                                |
| Big Buck                          | 2000       | 33 500 (2010-ig)                        | |                                                                                           |
| Mr. Do!                           | 1982       | 30 000 (1982-ig az Egyesült Államokban) | |                                                                                           |
| Dragon Quest: Monster Battle Road | 2007       |                                         | $78,2 millió (2008-ig)                                                                                | $94,5 millió                                                                              |
| Lord of Vermilion                 | 2008       |                                         | $50,443 millió (2008-ig)                                                                              | $58,7 millió                                                                              |
| Bemani                            | 1997       | 28 500 (2000-ig)                        | $12.4 millió (1998-ig) (japán hardvereladások)                                                        | $19.4 millió (japán hardvereladások                                                       |
| Scramble                          | 1981       | 27 473 (1981-ig)                        | |                                                                                           |
| Sega Network madzsong             | 2000       | 25 986 (2006-ig)                        | $81.87 millió (2012-ig)                                                                               | $119 millió                                                                               |
| Pole Position                     | 1982       | 24 550 (1983-ig az Egyesült Államokban) | $77,9 millió (1988-ig) (amerikai hardvereladások)                                                     | $202 millió (amerikai hardvereladások)                                                    |
| Dig Dug                           | 1982       | 22 228 (1983-ig az Egyesült Államokban) | $46,3 millió (1983-ig) (amerikai hardvereladások)                                                     | $120 millió (amerikai hardvereladások)                                                    |
| Pump It Up                        | 1999       | 20 000 (2005-ig)                        | |                                                                                           |
| Breakout                          | 1976       | 15 805 (1999-ig)                        | $17,745 millió (1999-ig)                                                                              | $26,7 millió                                                                              |
| Star Wars                         | 1983       | 14 039 (1991-ig)                        | $9,275 millió (1983-ig)                                                                               | $17,1 millió                                                                              |
| Sprint                            | 1976       | 14 027 (1999-ig)                        | $28,729 millió (1999-ig)                                                                              | $43,2 millió                                                                              |
| Mushiking                         | 2003       | 13 500 (2005-ig)                        | $530 millió (2007-ig)                                                                                 | $722 millió                                                                               |
| Sea Wolf                          | 1976       | 14 000 (2000-ig)                        | |                                                                                           |
| Madzsong Fight Club               | 2002       | 13 000 (2004-ig)                        | |                                                                                           |
| Gauntlet                          | 1985       | 11 368 (1991-ig)                        | $20,41 millió (1991-ig)                                                                               | $37,5 millió                                                                              |
| Love and Berry                    | 2004       | 10 300 (2006-ig)                        | $302,68 millió (2007-ig)                                                                              | $401 millió                                                                               |
| Szangokusi taiszen                | 2005       | 9929 (2008-ig)                          | $148,44 millió (2012-ig)                                                                              | $190 millió                                                                               |
| Pong                              | 1972       | 8500–19 000                             | $11 millió (1973-ig)                                                                                  | $62,1 millió                                                                              |
| Hang-On                           | 1985       | 7500 (1985-ig)                          | |                                                                                           |
| Initial D Arcade Stage            | 2001       | 7111 (2005-ig)                          | |                                                                                           |
| Dinosaur King                     | 2005       | 7000 (2006-ig)                          | |                                                                                           |
| Hard Drivin’                      | 1989       | 6843 (1991-ig)                          | $42,93 millió (1991-ig)                                                                               | $75,48 millió                                                                             |
| Xevious                           | 1982       | 5295 (1983-ig az Egyesült Államokban)   | |                                                                                           |
| Samba de Amigo                    | 1999       | 3000 (2000-ig)                          | $47,11 millió (2000-ig)                                                                               | $70,9 millió                                                                              |
| Border Break                      | 2009       | 2998 (2009-ig)                          | $107 millió (2012-ig)                                                                                 | $125 millió                                                                               |
| World Club Champion Football      | 2012       | 2479 (2015-ig)                          | $706,014 millió (2012-ig)                                                                             | $983 millió                                                                               |

## Fordítás
- Ez a szócikk részben vagy egészben  az   Arcade game című angol Wikipédia-szócikk ezen változatának fordításán alapul.  Az eredeti cikk szerkesztőit annak laptörténete sorolja fel. Ez a jelzés csupán a megfogalmazás eredetét és a szerzői jogokat jelzi, nem szolgál a cikkben szereplő információk forrásmegjelöléseként.